# Pristimantis ornatissimus
Pristimantis ornatissimus är en groddjursart som först beskrevs av Raymond Justin Marie Despax 1911.  Pristimantis ornatissimus ingår i släktet Pristimantis och familjen Strabomantidae. Inga underarter finns listade i Catalogue of Life.
Arten är gul med svarta mönster på ovansidan och ljusare mönster på undersidan.
Denna groda förekommer i norra Ecuador vid Andernas västra sluttningar. Den lever mellan 300 och 1100 meter över havet. Arten lever i ursprungliga och förändrade fuktiga skogar. Exemplar hittades på upprätta blad som liknar ett elefantöra (ofta från familjen kallaväxter) som växer på träd. Platsen var 2 till 3 meter ovanför marken. Andra individer upptäcktes på blad av hummerklosläktet. Honan lägger äggen på fuktig jord eller på en ananasväxt av släktet Bromelia och den färdiga grodan kläcks utan metamorfos.
Beståndet hotas av skogens omvandling till jordbruksmark och av skogsbruk. Det befaras att hela populationen minskar med 50 procent under 10 år räknad från 2021. IUCN kategoriserar arten globalt som starkt hotad.